# Diecezja Kottapuram
Diecezja Kottapuram – diecezja rzymskokatolicka w Indiach. Została utworzona w 1987 z terenu archidiecezji Werapoly.

## Ordynariusze
- Francis Kallarakal (1987–2010)
- Joseph Karikkassery (2010–2023)
- Ambrose Puthenveettil (od 2024)